# Niall Ferguson

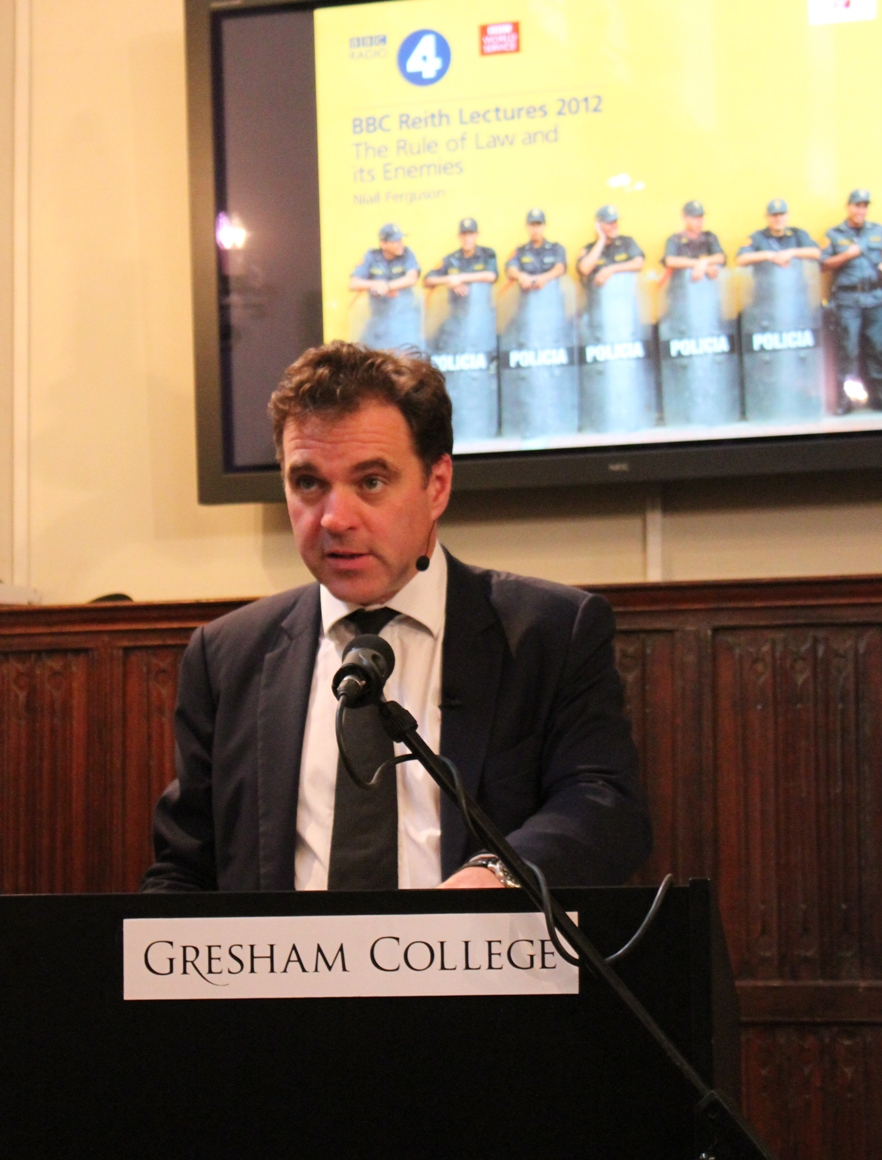
Niall Ferguson em 2012.

Niall Campbell Ferguson (Glasgow, Escócia, 18 de abril de 1964) é um historiador escocês. Leciona história na Universidade de Harvard, é um pesquisador em Oxford (sua alma mater), associado sénior no Instituto Hoover e na Universidade de Stanford e professor emérito da New College of the Humanities. Ele também é um comentador político, que escreve sobre história global, economia e finanças, além de questões a respeito de imperialismo britânico e americano. Niall, um neoconservador, é conhecido por suas opiniões controversas e diferentes. Ele escreveu livros como Empire: How Britain Made the Modern World, The Ascent of Money: A Financial History of the World e Civilization: The West and the Rest, todos que viraram séries de televisão do canal Channel 4.
Em 2004, ele foi escolhido como uma das 100 pessoas mais influentes do mundo pela revista Time. Ele também é um colaborador do canal Bloomberg Television e é um colunista para a revista Newsweek. Ferguson foi conselheiro do candidato presidencial americano John McCain, em 2008, apoiou Mitt Romney em 2012 e foi crítico da presidência de Barack Obama. Na Europa, ele defendeu o movimento em favor do Brexit, em 2016, apoiou Marine Le Pen, a candidata de extrema-direita à presidência da França, e ainda apoiou uma maior aproximação dos Estados Unidos, da Rússia e da China, aconselhando o presidente americano Donald Trump a cultivar bons laços com o presidente russo Vladimir Putin e o chinês Xi Jinping. Em 2013, recebeu o Prêmio Ludwig Erhard de jornalismo económico.
Ferguson foi casado com a jornalista inglesa Susan Douglas de 1987 a 2011, com quem teve três filhos: Felix, Freya e Lachlan. Ainda em 2011, ele começou a namorar a ativista holandesa, de origem somali, Ayaan Hirsi Ali. Os dois casaram-se no mesmo ano e têm dois filhos.

## Primeiros anos
Ferguson nasceu em Glasgow, Escócia, no dia 18 de Abril de 1964. Filho do médico Dr. James Campbell Ferguson e da professora de física Molly Archibald Hamilton. Ele estudou na Academia de Glasgow (The Glasgow Academy). Tendo sido criado, e mantendo-se, ateu.
Ferguson afirma que o pai lhe incutiu um forte sentido de autodisciplina e uma moral de trabalho, enquanto que a mãe encorajou o seu lado criativo. E que o seu avô materno, jornalista, o encorajou a escrever. Ferguson aponta para a sua leitura do livro Guerra e Paz como razão para ter decidido estudar história em vez de inglês na universidade.

### Universidade de Oxford
Ferguson recebeu uma bolsa para estudar em Magdalen College, Oxford. Lá, ele escreveu um filme estudantil de 90 minutos intitulado The Labours of Hercules Sprote e travou amizade com Andrew Sullivan, que partilhava o seu interesse em políticas de direita e música punk. Em 1982, ele havia-se tornado em Thatcherita. Em 1985, ele graduou-se com um grau de first-class honours em história.
Ferguson estudou entre 1987 e 1988 em Hamburgo e Berlim. Em 1989, recebeu o doutoramento da universidade Magdalen College, Oxford, sendo a sua dissertação intitulada "Business and Politics in the German Inflation: Hamburg 1914–1924".

### Universidade de Cambridge
Ferguson continuou a sua educação e pesquisa na Universidade de Cambridge, trabalhando como investigador no Christ's College, Cambridge. É durante este período que ele completa a maior parte da pesquisa e escrita do seu primeiro livro. Depois disto, ele mudou-se para Peterhouse, a mais antiga e tradicional faculdade de Cambridge.

## Carreira

### Carreira académica
Em 1989, Ferguson trabalhou como um bolseiro de investigação no Christ's College, Cambridge. De 1990 a 1992, foi um official fellow e lecturer em Peterhouse, Cambridge. Ele depois tornou-se um fellow e tutor em história moderna no Jesus College, Oxford, onde, em 2000, ele foi professor de história política e financeira. Em 2002, Ferguson foi o Professor John Herzog em história financeira na Stern School of Business, da Universidade de Nova Yorque. Desde 2004, ele tem sido o Professor Laurence A. Tisch de história na Universidade de Harvard e o professor de Administração Empresarial William Ziegler da Harvard Business School. Desde 2010 a 2011, ele deteve a Cadeira Romana Philippe em história e relações internacionais na London School of Economics. Ferguson é um senior research fellow no Jesus College, Cambridge e um senior fellow na Instituição Hoover, Universidade de Stanford.